# Haimps
Haimps település Franciaországban, Charente-Maritime megyében. Lakosainak száma 452 fő (2022. január 1.). Haimps Gourvillette, Louzignac, Massac, Matha, Siecq, Sonnac és Les Touches-de-Périgny községekkel határos.

## Népesség
A település népességének változása:
| Lakosok száma | 550  | 510  | 466  | 491  | 468  | 466  | 464  | 455  | 454  | 452  |
|               | 1968 | 1982 | 1990 | 2006 | 2013 | 2015 | 2017 | 2019 | 2020 | 2022 |